# الهجمات الصاروخية على أسمرة
أطلقت جبهة التحرير تغراي صواريخ على أسمرة (إريتريا) يومي 14 و27 نوفمبر، في سياق نزاع تيغراي عام 2020.

## 14 نوفمبر
في 14 نوفمبر 2020 أُطلقت عدة صواريخ من إثيوبيا على أسمرة، عاصمة إريتريا. ضرب صاروخان مطار أسمرة الدولي.
أكدت الحكومة الإريترية في اليوم نفسه إطلاق صواريخ على العاصمة لكنها نفت إصابة المدينة قائلة أن الصواريخ سقطت في الريف. جاء الهجوم بعد ساعات فقط من تهديد جبهة التحرير تغراي باستهداف إريتريا.
أدان مساعد وزير الخارجية الأمريكي لشؤون أفريقيا تيبور ناجي جبهة التحرير تغراي على الهجمات الصاروخية ووصفها بأنها «غير مبررة الهجمات ضد إريتريا ... جهودها الرامية إلى تدويل الصراع في تيغري.» انتقد وزير خارجية الولايات المتحدة مايك بومبيو الجبهة على الهجوم، داعيًا حكومة إثيوبيا لعدم التصعيد.

## 27 نوفمبر
أطلقت الجبهة الشعبية لتحرير تيغري مجددًا صواريخ على إريتريا في 27 نوفمبر. وبحسب وسائل الإعلام، فقد كان عددها أربعة مع أن الجماعة لم تعلن مسؤوليتها. ذكرت وكالة الصحافة الإريترية أنها سقطت بالقرب من أسمرة وكذلك البلدات المحيطة. ذكر أحد الدبلوماسيين أن هناك تقارير عن سقوط صاروخ واحد جنوب أسمرة. قال دبلوماسي آخر إن أحدهم ضرب أحد أحياء أسمرة لكن لم يتسن تأكيد ذلك. لم ترد أنباء عن وقوع اصابات في الهجوم.
أبلغت وزارة الخارجية الأمريكية عن ستة انفجارات في أسمرة ليلة 28 نوفمبر، رغم أن السبب لم يتضح على الفور. قال دبلوماسيون مقرهم في أديس أبابا لوكالة فرانس برس إن الانفجارات نجمت عن الصواريخ التي استهدفت على ما يبدو مطار أسمرة الدولي ومنشآت عسكرية إريترية.